# Alaksandr Asipowicz
Alaksandr Iwanawicz Asipowicz (biał. Аляксандр Іванавіч Асіповіч, ros. Александр Иванович Осипович, Aleksandr Iwanowicz Osipowicz; ur. 22 marca 1977 w Mińsku) – białoruski piłkarz występujący na pozycji napastnika.

## Sukcesy
Dynama Mińsk
- mistrzostwo Białorusi: 1997

Sūduva Mariampol
- Puchar Litwy: 2006